# هودوریخت‌دندانان
هودوریخت‌دندانان (نام علمی: Eudimorphodontidae) نام یک تیره از راسته خزندگان بال‌دار است.